# João Cabanas
João Cabanas (São Paulo, 23 de junio de 1895 - São Paulo, 27 de enero de 1974) fue un militar brasileño. Formado en la escuela de oficiales de la Fuerza Pública de São Paulo, formó parte de dicho cuerpo y además fue graduado en derecho por la facultad de derecho de São Paulo. Fue uno de los principales miembros del movimiento conocido como el "tenentismo".
Como miembro de la Fuerza Pública, participó activamente en la Revuelta Paulista de 1924 comandando la fuerza que ocupó la Estación de Luz, en el cerco de Catanduva y cubriendo la retirada de la columna de Miguel Costa hasta Guaíra. Su columna fue llamada la "Columna de la Muerte" y le fueron atribuidos poderes sobrehumanos por combates y fugas espectaculares. Se exilió en Uruguay y regresó a Brasil durante la revolución de 1930 para unirse a las fuerzas que colocaron a Getúlio Vargas en el poder. Fue el principal teniente que participó de la ceremonia de amarre de los caballos gaúchos en el obelisco de la actual Avenida Río Branco en Río de Janeiro, símbolo de triunfo de la revolución de 1930.
Apoyó en la Revolución Constitucionalista de 1932 luego de decepcionarse del gobierno Vargas. A pesar de no haber participado en los combates, fue apresado en la Casa de Corrección de Río de Janeiro.
En 1935, fue uno de los organizadores de la Alianza de Liberación Nacional (ANL). A finales de la década de 1940, participó en la campaña a favor del monopolio estatal del petróleo y la creación de Petrobrás, la llamada campaña O Petróleo é Nosso.
Apoyó la candidatura presidencial de Getúlio Vargas en las elecciones de 1950. Ese mismo año, se presentó como candidato a un escaño en la Cámara Federal por el estado de São Paulo, en el Partido Laborista Brasileño (PTB), donde fue elegido como suplente llegando a ocupar el cargo de diputado federal sólo entre abril de 1953 y agosto de 1954.